# Authieux-Ratiéville
Authieux-Ratiéville är en kommun i departementet Seine-Maritime i regionen Normandie i norra Frankrike. Kommunen ligger i kantonen Clères som tillhör arrondissementet Rouen. År 2022 hade Authieux-Ratiéville 405 invånare.

## Befolkningsutveckling
Antalet invånare i kommunen Authieux-Ratiéville
| Referens: INSEE |